# ويليام كولمان
ويليام كولمان (بالإنجليزية: William Coleman)‏ هو سياسي أمريكي، ولد في 6 يوليو 1878. انتخب عضو جمعية ولاية ويسكونسن.